# Victor Martins
Victor Martins (Varennes-Jarcy, 16 giugno 2001) è un pilota automobilistico francese, vincitore nel 2020 della Eurocup Formula Renault 2.0 e campione del mondo di Formula 3 nel 2022.

## Carriera

### Formula 4 francese
Nel 2016 passa per la prima volta alle vetture monoposto, gareggiando come guest driver a 4 gare della F4 French Championship, cogliendo 2 podi.
Nel 2017 partecipa a tutta la stagione della medesima serie, arrivando secondo nella classifica finale, separato da soli 4 punti dal vincitore Arthur Rougier. Durante la stagione vince 4 gare, 10 giri veloci e 11 podi.

### Formula Renault Eurocup
Nel 2018 sale di categoria, partecipando con il team R-ace GP alla sua prima stagione della Formula Renault Eurocup, viene inoltre scelto come nuovo membro della Renault Sport Academy assieme al suo rivale in F4 Rougier. Conclude la stagione al quinto posto, segnando 2 vittorie, 2 giri veloci, 6 podi e 2 pole position. Partecipa anche ai primi due eventi della Formula Renault NEC, gli unici corsi separatamente dalla categoria Eurocup.
Nel 2019 passa al team MP Motorsport dove sfiora il titolo di campione, andato al suo rivale Oscar Piastri per 7,5 lunghezze. Raggiunge il secondo posto finale con 6 vittorie, 6 giri veloci, 14 podi e 9 pole positions, permettendogli di essere il pilota con più pole, podi e giri veloci della stagione 2019. A seguito della sconfitta, perde il supporto del team Renault di Formula 1, che decide di supportare Piastri. Partecipa come guest driver a tre gare della serie invernale della F3 asiatica, ottenendo 2 podi ed un quarto posto.
Nel 2020 viene scelto dal team ART Grand Prix, al debutto nella competizione, per competere per il terzo anno nella Formula Renault Eurocup . Dopo un inizio al rilento, in cui ottiene un solo podio nelle prime quattro gare a Monza e Imola, Martins ritrova la testa della classifica, tallonato dal membro della Renault Sport Academy Caio Collet. Nelle successive 9 gare va sempre a podio, ottenendo 6 vittorie. La serie positiva si interrompe nella seconda gara di Spa-Francorchamps, dove la pista bagnata favorisce i piloti partiti con le gomme da bagnato, tra cui il vincitore della corsa Alex Quinn: Martins riesce a rimontare fino al quarto posto, guadagnando comunque punti rispetto a Collet. L'evento successivo, corso ad Imola in supporto al gran premio di F1, è cruciale per il campionato: in gara 1 Collet ottiene una vittoria, ma è costretto al ritiro in gara 2 dopo essere stato colpito dal debuttante David Vidales, permettendo a Martins di vincere ed ampliare il vantaggio. Le ultime quattro gare, in cui Lorenzo Colombo ottiene una tripla vittoria, vedono Martins intento a difendere i punti di vantaggio su Collet, quest'ultimo gareggia in modo aggressivo, ma crucialmente è costretto al ritiro in gara 2 sul circuito di Hockenheim a causa di un problema meccanico. Martins si laurea campione al penultimo turno, a Paul Ricard, segnando oltre il 70% dei punti del suo team, che vince la classifica per team. Alla fine della stagione colleziona 7 vittorie, 8 giri veloci, 14 podi e 10 pole positions, numeri che gli permettono di essere il recordman della stagione per tutte e quattro le statistiche.

### Formula 3

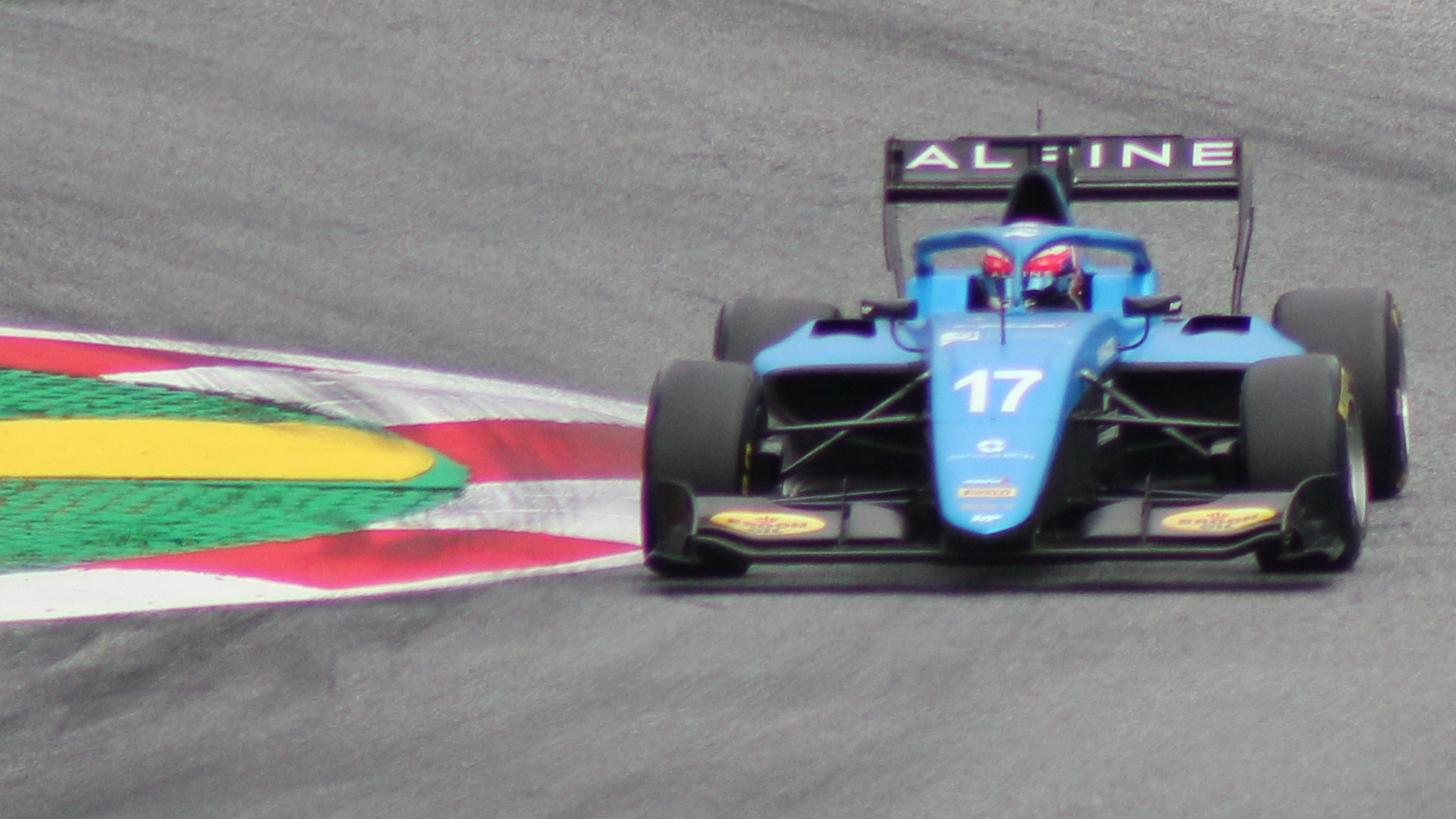
Martins con il team MP Motorsport nel 2021

Il 10 febbraio del 2021 la MP Motorsport annuncia Martins come suo pilota per il Campionato FIA di Formula 3 2021 insieme a Caio Collet. Viene inoltre riammesso all'accademia Renault, rinominata per il 2021 Alpine Academy. Nei test pre-stagionali sul Circuito di Catalogna fa segnare il miglior tempo della prima giornata. Nel primo round a Barcellona dopo un nono posto in gara 1, conquista con un secondo posto il suo primo podio nella competizione. Nella prima gara al Paul Ricard conquista un altro secondo posto dietro a Aleksandr Smoljar. Dopo cinque gare fuori dalla zona punti, sul Circuito di Spa-Francorchamps riesce a ritrovare il podio con un secondo posto dietro a Jack Doohan. Nella seconda a Zandvoort Martins conquista la sua prima vittoria nella categoria dopo un'intensa lotta con il connazionale Clément Novalak. A Soči conquista il suo sesto podio stagionale, chiude la stagione quinto in classifica, e primo tra i Rookie.
Nel novembre del 2021 Martins partecipa ai test collettivi del Campionato di Formula 3 sul Circuito di Valencia con il team francese ART Grand Prix. Il 14 febbraio il team ART Grand Prix ufficializza Martins per la stagione 2022 di Formula 3. Nella seconda gara stagionale in Bahrain conquista la sua prima vittoria stagionale davanti ad Arthur Leclerc. Dopo un secondo posto sul circuito di Imola torna alla vittoria nella seconda gara di Barcellona. Nell'ultima gara stagionale a Monza chiude quarto e si laurea campione della serie davanti a Zane Maloney e Oliver Bearman. Martins detiene il record di podi in Formula 3 con 12.

### Formula 2

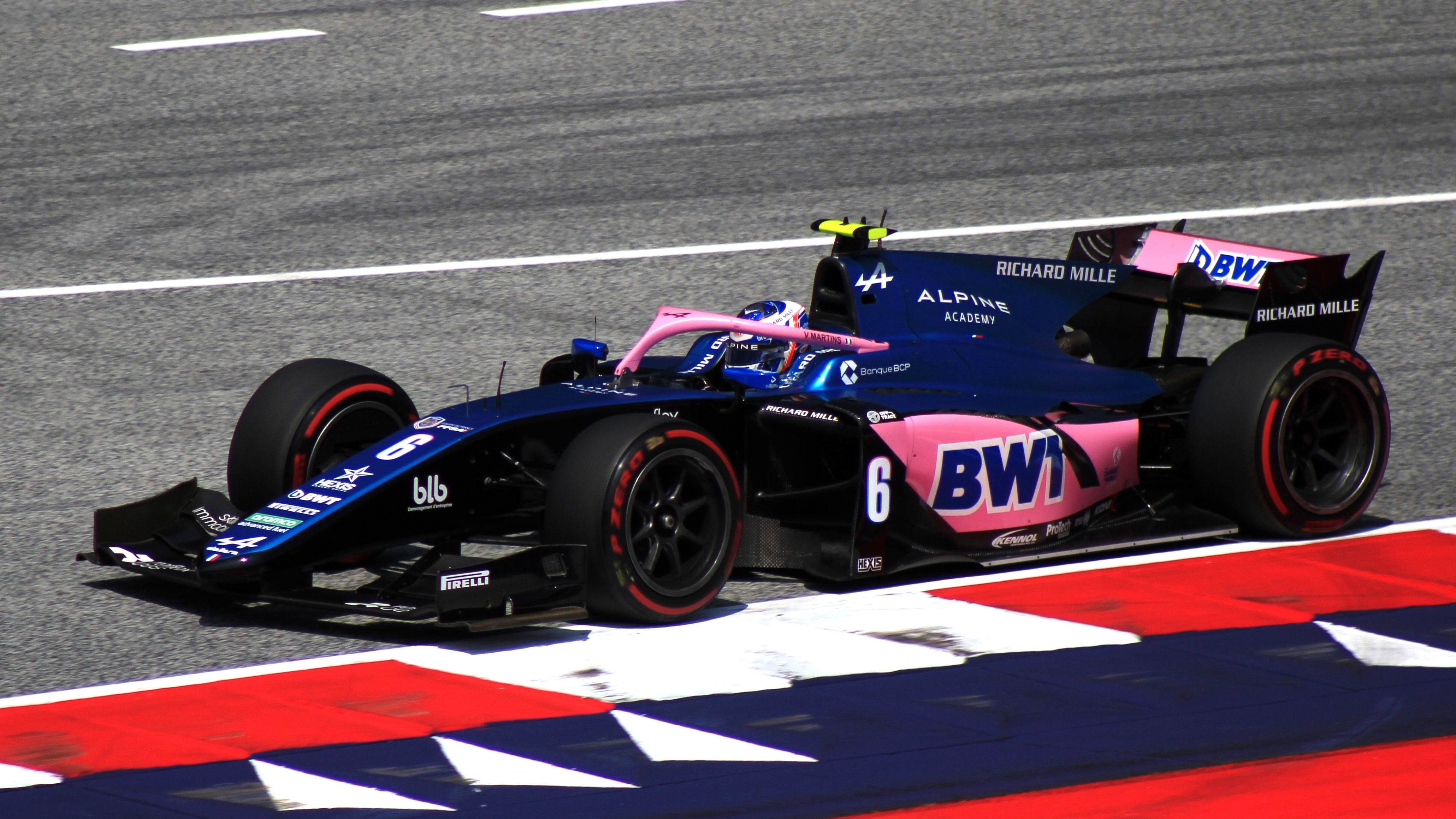
Victor Martins nel 2023 con il team ART

Dopo aver vinto il campionato in Formula 3, Martins passa al Campionato FIA di Formula 2 sempre con il team ART. Il pilota francese riesce ad ottenere il podio nella sua gara d'esordio chiudendo terzo dietro Ralph Boschung e Dennis Hauger. Nel weekend successivo a Jeddah, il pilota francese ottiene la Pole position ma nella Feature Race è costretto al ritiro mentre nella Sprint Race ottiene il secondo posto dietro Ayumu Iwasa. A Barcellona ottiene un doppio podio finendo terzo sia nella Sprint e nella Feature Race, mentre arriva secondo nella Sprint del Red Bull Ring dietro a Jak Crawford. Martins ottiene due Pole consecutive, ma solo a Silverstone riesce a trasformare la partenza al palo nella vittoria. Nel resto della stagione ottiene altri due podi, il primo all'Hungaroring e il secondo a Monza. Chiude la stagione al quinto posto in classifica e arriva primo tra i Rookie, vincendo così il Premio Anthoine Hubert.
Martins viene confermato dal team francese anche per la stagione 2024 della F2 insieme a Zak O'Sullivan. L'inizio della stagione è molto negativo, il pilota francese conquista pochi punti nelle prima gare stagionali, nella Sprint Race di Barcellona arriva il suo primo risultato positivo riuscendo a vincere la corsa. Nel round del Hungaroring ottiene due secondi posti, stesso risultato lo ottiene nella Sprint Race di Monza dietro a Oliver Bearman e nella feature race di Baku dietro a Richard Verschoor. Chiude la stagione al settimo posto con 107 punti.
Il pilota francese viene confermato dal team per la sua terza stagione nella serie al fianco del nipponico Ritomo Miyata.

### Test in varie categorie
Nel 2023 prende parte ai test Rookie della Formula E guidando per il team Nissan e.dams. Lo stesso anno con il team Alpine F1 prende parte a Monza ai suoi primi test con una vettura di Formula 1. Nel autunno del 2024 prende parte ai Rookie Test del Campionato del mondo endurance guidando l'A424, Hypercar della Alpine. 
Nel 2025 viene ufficializzato il suo ingresso nella Williams Driver Academy. Esordisce in Formula 1 durante il primo turno delle prove libere del Gran Premio di Spagna alla giuda della Williams FW47 di Alexander Albon.

## Risultati

### Riassunto della carriera
| Stagione | Categoria                   | Team                | Gare | Vittorie | Pole | G.V. | Podi | Punti | Pos. |
| -------- | --------------------------- | ------------------- | ---- | -------- | ---- | ---- | ---- | ----- | ---- |
| 2016     | Formula 4 francese          | Auto Sport Academy  | 4    | 0        | 0    | 0    | 2    | 0     | NC†  |
| 2017     | Formula 4 francese          | Auto Sport Academy  | 21   | 4        | 9    | 10   | 11   | 299   | 2°   |
| 2018     | Formula Renault Eurocup     | R-ace GP            | 20   | 2        | 2    | 1    | 6    | 186   | 5°   |
| 2018     | Formula Renault NEC         | R-ace GP            | 4    | 1        | 1    | 1    | 2    | 0     | NC†  |
| 2019     | Eurocup Formula Renault 2.0 | MP Motorsport       | 19   | 6        | 9    | 5    | 14   | 312,5 | 2°   |
| 2019     | Formula 3 asiatica          | Pinnacle Motorsport | 3    | 0        | 0    | 0    | 2    | 0     | NC†  |
| 2020     | Eurocup Formula Renault 2.0 | ART Grand Prix      | 20   | 7        | 10   | 8    | 14   | 348   | 1°   |
| 2021     | Formula 3                   | MP Motorsport       | 20   | 1        | 0    | 4    | 6    | 131   | 5°   |
| 2022     | Formula 3                   | ART Grand Prix      | 18   | 2        | 0    | 1    | 6    | 139   | 1°   |
| 2023     | Formula 2                   | ART Grand Prix      | 25   | 1        | 3    | 4    | 9    | 150   | 5°   |
| 2024     | Formula 2                   | ART Grand Prix      | 28   | 1        | 1    | 3    | 5    | 104   | 7°   |

† Poiché Martins era un guest driver, non gli sono stati assegnati punti.
* Stagione in corso.

### Risultati nella Formula Renault Eurocup
(legenda) (Le gare in grassetto indicano la pole position) (Le gare in corsivo indicano Gpv)
| Stagione | Team           | 1   | 2   | 3   | 4   | 5   | 6   | 7   | 8   | 9   | 10  | 11  | 12  | 13  | 14  | 15  | 16  | 17  | 18  | 19  | 20  | Punti | Pos. |
| -------- | -------------- | --- | --- | --- | --- | --- | --- | --- | --- | --- | --- | --- | --- | --- | --- | --- | --- | --- | --- | --- | --- | ----- | ---- |
| 2018     | R-ace GP       | LEC | LEC | MNZ | MNZ | SIL | SIL | MON | MON | RBR | RBR | SPA | SPA | HUN | HUN | NÜR | NÜR | HOC | HOC | CAT | CAT | 186   | 5º   |
| 2018     | R-ace GP       | 11  | 4   | 6   | 5   | 6   | 6   | 3   | 3   | 9   | 1   | Rit | 1   | 4   | 8   | 3   | 2   | Rit | Rit | Rit | 3   | 186   | 5º   |
| 2019     | MP Motorsport  | MNZ | MNZ | SIL | SIL | MON | MON | LEC | LEC | SPA | SPA | NÜR | NÜR | HUN | HUN | CAT | CAT | HOC | HOC | YMC | YMC | 312.5 | 2º   |
| 2019     | MP Motorsport  | 4   | 2   | 10  | 3   | 1   | 2   | 3   | 3   | 2   | 5   | 5   | DNS | 1   | 3   | 1   | 1   | 1   | 5   | 2   | 1   | 312.5 | 2º   |
| 2020     | ART Grand Prix | MNZ | MNZ | IMO | IMO | NÜR | NÜR | MAG | MAG | ZAN | ZAN | CAT | CAT | SPA | SPA | IMO | IMO | HOC | HOC | LEC | LEC | 348   | 1º   |
| 2020     | ART Grand Prix | 10  | 2   | 4   | 4   | 1   | 1   | 3   | 1   | 1   | 2   | 1   | 1   | 2   | 4   | 5   | 1   | 2   | 2   | 4   | 2   | 348   | 1º   |

### Risultati in Formula 3
(legenda) (Le gare in grassetto indicano la pole position) (Le gare in corsivo indicano Gpv)
| Stagione | Team           | 1   | 2   | 3   | 4   | 5   | 6   | 7   | 8   | 9   | 10  | 11  | 12  | 13  | 14  | 15  | 16  | 17  | 18  | 19  | 20  | 21  | Punti | Pos. |
| -------- | -------------- | --- | --- | --- | --- | --- | --- | --- | --- | --- | --- | --- | --- | --- | --- | --- | --- | --- | --- | --- | --- | --- | ----- | ---- |
| 2021     | MP Motorsport  | CAT | CAT | CAT | LEC | LEC | LEC | RBR | RBR | RBR | HUN | HUN | HUN | SPA | SPA | SPA | ZAN | ZAN | ZAN | SOC | SOC | SOC | 131   | 5º   |
| 2021     | MP Motorsport  | 9   | 2   | 5   | 2   | 3   | 4   | 5   | 26  | 24  | 15  | 25  | 27  | 5   | 7   | 2   | 8   | 1   | 10  | 3   | C   | 8   | 131   | 5º   |
| 2022     | ART Grand Prix | BHR | BHR | IMO | IMO | CAT | CAT | SIL | SIL | RBR | RBR | HUN | HUN | SPA | SPA | ZAN | ZAN | MNZ | MNZ |     |     |     | 139   | 1º   |
| 2022     | ART Grand Prix | Rit | 1   | 2   | 9   | Rit | 1   | 2   | 7   | 8   | 2   | 6   | 10  | 21  | Rit | 7   | 2   | 10  | 4   |     |     |     | 139   | 1º   |

### Risultati in Formula 2
(legenda) (Le gare in grassetto indicano la pole position) (Le gare in corsivo indicano Gpv)
| Stagione | Team           | 1   | 2   | 3   | 4   | 5   | 6   | 7   | 8   | 9   | 10  | 11  | 12  | 13  | 14  | 15  | 16  | 17  | 18  | 19  | 20  | 21  | 22  | 23  | 24  | 25  | 26  | 27  | 28  | Punti | Pos. |
| -------- | -------------- | --- | --- | --- | --- | --- | --- | --- | --- | --- | --- | --- | --- | --- | --- | --- | --- | --- | --- | --- | --- | --- | --- | --- | --- | --- | --- | --- | --- | ----- | ---- |
| 2023     | ART Grand Prix | BHR | BHR | JED | JED | ALB | ALB | BAK | BAK | MON | MON | CAT | CAT | RBR | RBR | SIL | SIL | HUN | HUN | SPA | SPA | ZAN | ZAN | MNZ | MNZ | YMC | YMC |     |     | 150   | 5°   |
| 2023     | ART Grand Prix | 3   | Rit | 2   | Rit | 15  | 18  | Rit | SQ  | 7   | 8   | 3   | 3   | 2   | 8   | 7   | 1   | 7   | 3   | 5   | 5   | C   | 9   | 2   | Rit | 20  | 2   |     |     | 150   | 5°   |
| 2024     | ART Grand Prix | BHR | BHR | JED | JED | ALB | ALB | IMO | IMO | MON | MON | CAT | CAT | RBR | RBR | SIL | SIL | HUN | HUN | SPA | SPA | MNZ | MNZ | BAK | BAK | LUS | LUS | YMC | YMC | 107   | 7°   |
| 2024     | ART Grand Prix | 11  | Rit | Rit | 11  | 7   | 8   | 12  | 9   | Rit | 9   | 1   | Rit | 10  | 11  | Rit | 5   | 2   | 2   | 12  | Rit | 2   | 6   | 4   | 2   | 9   | Rit | 19  | 4   | 107   | 7°   |
| 2025     | ART Grand Prix | ALB | ALB | BHR | BHR | JED | JED | IMO | IMO | MON | MON | CAT | CAT | RBR | RBR | SIL | SIL | SPA | SPA | HUN | HUN | MNZ | MNZ | BAK | BAK | LUS | LUS | YMC | YMC | 41*   |      |
| 2025     | ART Grand Prix | Rit | C   | 14  | 5   | 8   | 3   | 4   | 12  | 17  | Rit | 5   | 8   |     |     |     |     |     |     |     |     |     |     |     |     |     |     |     |     | 41*   |      |

* Stagione in corso.

### Risultati in Formula 1
| 2025 | Scuderia | Vettura |  |  |  |  |  |  |  |  |    |  |  |  |  |  |  |  |  |  |  |  |  |  |  |  | Punti | Pos. |
| ---- | -------- | ------- |  |  |  |  |  |  |  |  | -- |  |  |  |  |  |  |  |  |  |  |  |  |  |  |  | ----- | ---- |
| 2025 | Williams | FW47    |  |  |  |  |  |  |  |  | SP |  |  |  |  |  |  |  |  |  |  |  |  |  |  |  |       |      |

| Legenda | 1º posto     | 2º posto | 3º posto    | A punti         | Senza punti/Non class.  | Grassetto – Pole position Corsivo – Giro più veloce Apice – Risultato Sprint (A punti) |
| Legenda | Squalificato | Ritirato | Non partito | Non qualificato | Solo prove/Terzo pilota | Grassetto – Pole position Corsivo – Giro più veloce Apice – Risultato Sprint (A punti) |